# Musique mahoraise
La musique mahoraise, est la musique de l'île de Mayotte, ile française, situé dans le canal du Mozambique et dans l’océan Indien. 
Les principaux genres musicaux connus sont le Mgodro, Blues, Musique traditionnelle, Gaboussi, Chakacha. 

## Groupes et chanteurs mahorais
- M'toro Chamou
- Mikidache
- Baco
- Rekman Seller
- Saandati Moussa
- Zily
- Baco Ali
- Lima Wild
- Lady Lova

## Mondes Spirituels[Quoi ?]
- Maoulida
- Dahira
- Shigoma
- Madjilisse
- Manzaraka